# Ilja Maksimov
Ilja Maksimov (russisk: Илья Михайлович Максимов) (født 9. februar 1970 i Kronstadt i Sovjetunionen) er en russisk filminstruktør.

## Filmografi
- Karlik Nos (Ка́рлик Нос, 2003)[1][2]
- Dobrynja Nikititj i Zmej Gorynytj (Добрыня Никитич и Змей Горыныч, 2006)